# Orquestra Sinfônica Nacional da Universidade Federal Fluminense
Orquestra Sinfônica Nacional da Universidade Federal Fluminense (OSN UFF) é uma orquestra brasileira, fundada em 1961 pelo então presidente Juscelino Kubitschek, com o intuito de difundir a música brasileira de concerto. Inicialmente conhecida como Orquestra Sinfônica Nacional da Rádio MEC, instituição a qual esteve ligada durante 20 anos, desde 1984 integra a Universidade Federal Fluminense (UFF). É a única orquestra profissional mantida pelo Governo Federal. A OSN trabalha sob um regimento interno que confere a seus músicos a atribuição de dirigir suas temporadas através de sua comissão artística, eleita pelo corpo orquestral.

## História

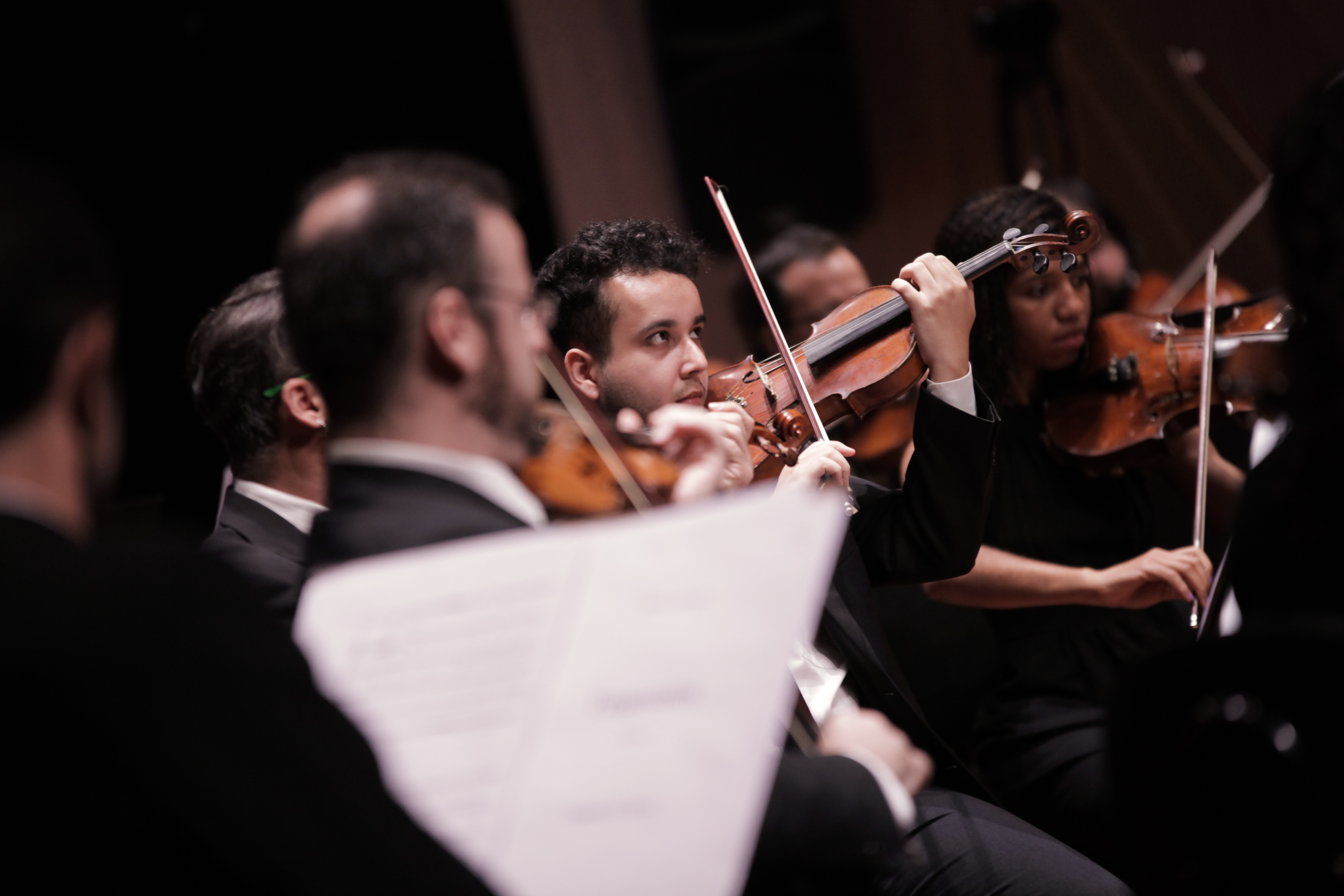
Orquestra Sinfônica Nacional em apresentação na Sala Cecília Meireles

No fim dos anos 1950, diversos músicos da Rádio Nacional estavam à disposição da Rádio MEC: trompetistas, trombonistas, percussionistas, além de um número bastante razoável de cordas, o compositor Edino Krieger, na época assessor musical, disse ao diretor, o musicólogo Mozart de Araújo: “Olha, isso poderia ser uma oportunidade para se propôr a formação de uma Orquestra Sinfônica”. Após uma serenata oferecida a Juscelino Kubitschek em 1959, a ideia ganha força e dois anos mais tarde, a 12 de janeiro de 1961 o sonho se realizou quando, através da assinatura de JK,  um entusiasta da música, nascia a Orquestra Sinfônica Nacional. Composta inicialmente por músicos da orquestra da Rádio Nacional e alguns dos melhores músicos vindos da Orquestra Sinfônica do Theatro Municipal do Rio de Janeiro e Orquestra Sinfônica Brasileira, que passaram a integrar o Serviço de Radiodifusão Educativa do Ministério da Educação. Nos anos seguintes mais músicos vieram a integrar os seus naipes, selecionados por concurso público.

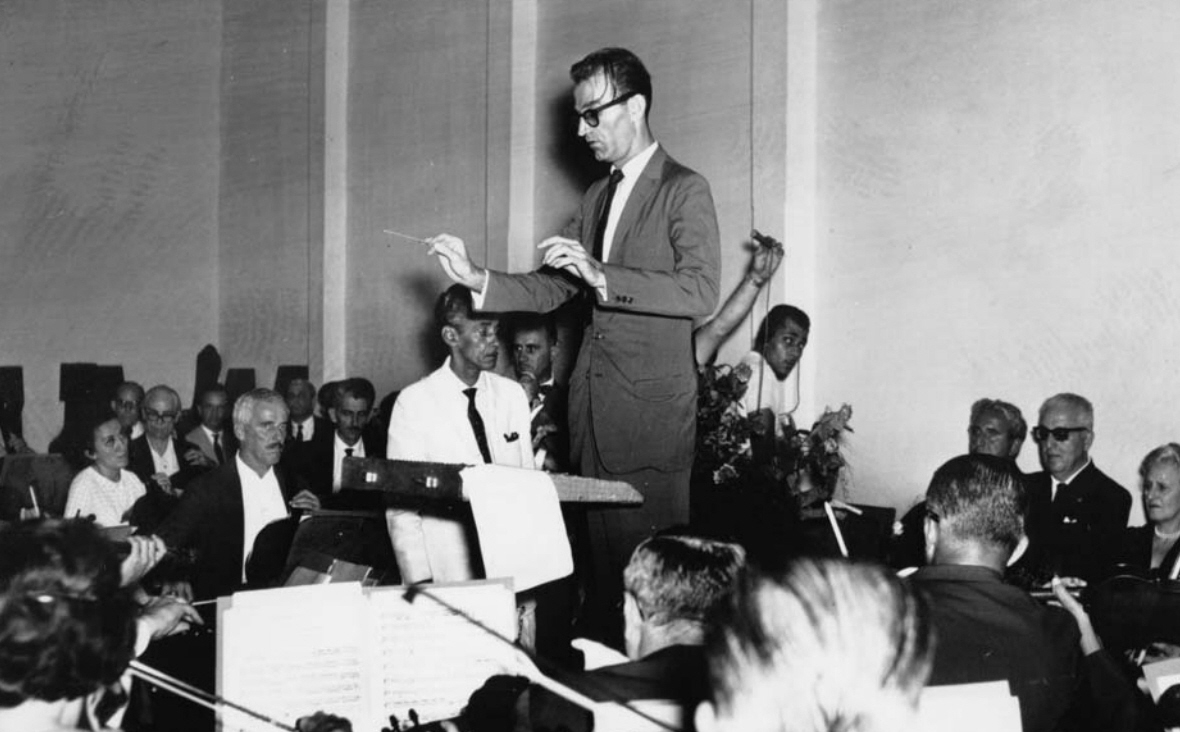
O compositor Edino Krieger, regendo a OSN em seus primeiros anos, na foto ainda pode-se identificar outro grande compositor brasileiro, Francisco Mignone (na época regente titular), além de Mindinha Villa-Lobos

Segundo depoimento de Edino Krieger, o nome da orquestra foi sugerido por Mozart de Araújo, que disse: “Essa orquestra tem que ter uma marca de que ela vai ser voltada para a música brasileira e para música contemporânea.” E assim foi feito, no decreto de criação da OSN consta que a orquestra "terá como finalidade precípua cultivar e difundir a música sinfônica do país". A crítica da época recebeu a nova orquestra com entusiasmo e otimismo, Renzo Massarani, crítico musical do Jornal do Brasil, no dia do concerto de estreia da OSN, assim saudou o novo conjunto: "Quero, de todo coração, desejar felicidades à recém-nascida Orquestra Sinfônica Nacional, que hoje à noite estreará no Maracanãzinho, desde hoje, pela primeira vez, também o Brasil conta com seu conjunto nacional." Dias após o concerto, o mesmo Massarini, escreveu: "Um público enorme aplaudiu quinta-feira a Orquestra Sinfônica Nacional no Maracanãzinho, esperemos que logo nos próximos dias seja dado a conhecer o programa completo dos concertos da temporada de 1961 da OSN, cuja estréia tão auspiciosa abre dignamente os importantes caminhos nacionais para os quais foi criada". Coincidência ou não, a OSN surgia no momento em que a Rádio MEC, ao comemorar 25 anos de existência, reafirmava sua ideologia e compromisso com a educação, cultura e progresso do país através da ampliação da sua presença nacionalmente. E, para isso, nada melhor do que contar com uma orquestra sinfônica, rigorosamente planejada, tal como descrita pelo diretor Murilo Miranda: (...) "Empenhada em assegurar o melhor nível artístico ao conjunto (OSN), dedicou-se a direção à tarefa de promover a seleção dos melhores profissionais do país, credenciados pela longa prática nos mais importantes conjuntos sinfônicos nacionais e estrangeiros e por sua capacidade técnica e artística sobejamente comprovada."

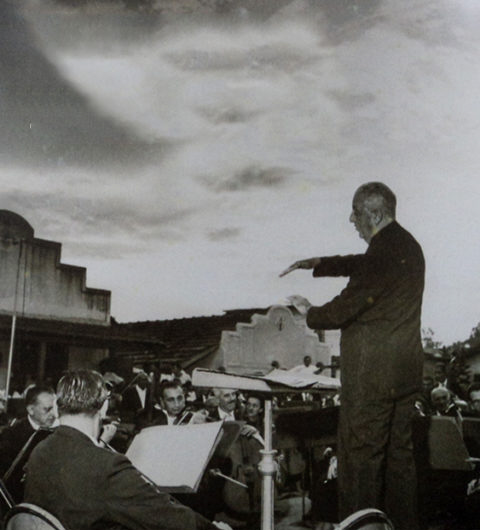
Francisco Mignone rege a OSN, em concerto público na favela do Jacarezinho, em comeração ao dia do trabalhador, 1° de maio de 1962

Durante a década de 1960, seguindo o exemplo das orquestras europeias, como a da BBC de Londres e a Bayerische Rundfunk de Munique, atuou no Sistema Nacional de Radiodifusão Educativa para divulgar a música brasileira e música contemporânea, ambas minoritárias na programação das demais orquestras do país na época. O primeiro maestro a reger a OSN, na ocasião da sua criação havia sido um grande nome da composição brasileira: Francisco Mignone, outro grande nome da composição brasileira, César Guerra-Peixe foi violinista da OSN de 1962 até sua aposentadoria. Em sua primeira década de existência, a OSN foi marcada por intensa atividade, os concertos se notabilizaram por projetar artistas e compositores que, ao longo do século XX, vieram a consolidar sua importância e grandeza. Integraram a orquestra, nomes como o violinista Oscar Borguerth e o violoncelista Iberê Gomes Grosso. Alceo Bocchino foi um dos fundadores da OSN e regente titular por treze anos. Edino Krieger, regente assistente. Krieger afirmou que com a vinda dos melhores músicos de orquestras diversas para formar a OSN, formou-se talvez a melhor orquestra que o Rio de Janeiro já teve: ''A OSN, foi tranqüilamente uma orquestra de padrão internacional'', disse o compositor.

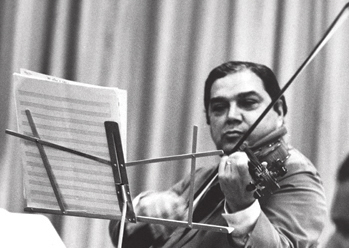
Guerra-Peixe foi violinista da OSN, orquestra onde estreou, gravou e regeu muitas de suas obras

A OSN atingiu um público diversificado e de todas as classes sociais, gravando obras de Villa-Lobos, Guerra-Peixe, Francisco Mignone, Radamés Gnatalli, Cláudio Santoro, Carlos Gomes e muitos outros mestres brasileiros, beneficiando também o público presente nas salas de concertos, como a Sala Cecília Meireles e o Theatro Municipal do Rio de Janeiro. A orquestra legou extensa produção de registros fonográficos, que chegam a 2.270 obras de autores eruditos estrangeiros e brasileiros. Entre as gravações da OSN, existem registros de 101 obras de autores brasileiros, com a participação de importantes solistas como Nelson Freire, Arnaldo Estrella, Mariuccia Iacovino, Jean-Pierre Rampal, entre outros, no período de 1961 a 1972. Assim, a Sinfônica Nacional assumia o papel de difusora da música e cultura brasileiras para toda a população, e até a década de 1980 viria a realizar mais de 2.000 concertos públicos, com apresentações semanais, aos domingos, registradas e transmitidas pela rede de televisão TVE Brasil (Cultura), que continuavam ano após ano, atendendo à missão institucional original da orquestra, prestigiando seus artistas e compositores.
Nenhuma orquestra brasileira divulgou tanto e por tanto tempo a música brasileira de concerto. A importância que ela teve para a nossa música sinfônica equivale à importância que a Rádio Nacional teve para a nossa música popular. No que diz respeito à produção da música de concerto brasileira, propriamente dita, a OSN prestou um serviço incomparável, porque, além de transmitir e divulgar, produziu centenas de gravações exclusivas, além da orquestra de câmara, e também de duos, trios, quartetos e quintetos instrumentais. Várias dessas gravações foram realizadas no Estúdio Sinfônico pelo lendário técnico Manoel Cardoso, ao qual Henrique Morelenbaum se referiu assim: "Cardoso deveria ter uma estátua de grande benemérito da música brasileira. Ele gravava, do Teatro Municipal, via cabo telefônico, com uma qualidade espetacular". Em 1975, em artigo ao Jornal do Brasil, Edino Krieger cita o mérito da Orquestra Sinfônica Nacional, por haver formado o seu próprio público.

## Período de luta e transição

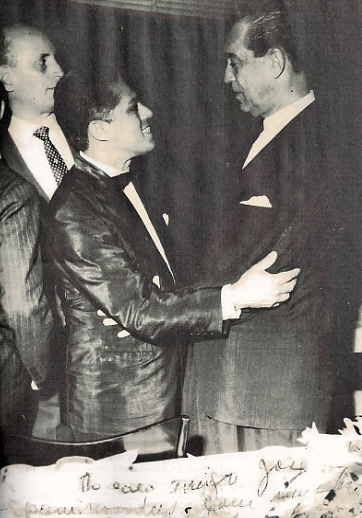
1961: O presidente JK e o violinista da OSN, José Epaminondas de Souza se cumprimentam, no ano de criação da orquestra.

Em 1982, com a extinção do Serviço de Radiodifusão Educativa, a OSN foi transferida para a Fundação Centro Brasileiro de TV Educativa, época em que passou por momentos difíceis e um período de inatividade, porém seus componentes permaneceram lutando pelo retorno. Os esforços empreendidos entre integrantes da Orquestra Sinfônica Nacional, representantes da Fundação e do Ministério da Educação resultaram, em dezembro de 1984, na integração da OSN à imensa estrutura da Universidade Federal Fluminense, neste encontro entre arte e conhecimento. Com dificuldades, o material (instrumentos, acessórios e diversos outros) foi transferido da TV Educativa para a UFF em Niterói, tratava-se de um valioso material herdado da Rádio MEC. A primeira sede nessa nova fase foi o Teatro Municipal de Niterói em 1986, nos anos que se seguiram, a orquestra, através de concursos entre 1989 e 1993, recompôs seus quadros. O grupo passou a ensaiar no Centro de artes UFF em Icaraí e em 1996 a maestrina Ligia Amadio assume a direção da orquestra.

## Século XXI
A partir dos anos 2000 os músicos da orquestra entenderam a importância e necessidade urgente de se organizarem para terem representatividade junto à direção da UFF ou mesmo ao MEC, com isso, foi criado o estatuto e os músicos já não eram apenas espectadores nas questões que diziam respeito aos integrantes da orquestra. O ano de 2008 marca o início de uma nova fase, a OSN passou por uma reestruturação e teve concursos para músicos em 2008, 2010 e 2015. Investindo na qualidade e na maior participação de seus integrantes, a orquestra inovou ao optar por trabalhar seguindo o princípio da autogestão dos músicos, com regentes convidados ao longo de toda a temporada, resgatando sua missão original de difundir e dar prioridade a música brasileira de concerto. Uma comissão artística formada por músicos da orquestra passa a ter a função de dirigir artisticamente a orquestra. Além disso o regente-residente e não mais titular agora é escolhido pelo próprio corpo orquestral para ocupar o cargo durante dois anos, seguindo assim o novo regimento interno da orquestra, aprovado pelo conselho universitário em 2012. Com o apoio político dos sindicatos dos músicos e dos servidores da UFF, a orquestra criou um plano de carreira para seus integrantes, e o corpo orquestral originalmente pensado para contar com noventa profissionais, foi revigorado, podendo ampliar seu quadro de vagas e com isso seu repertório ganhou novos conceitos musicais.

## Nova sede

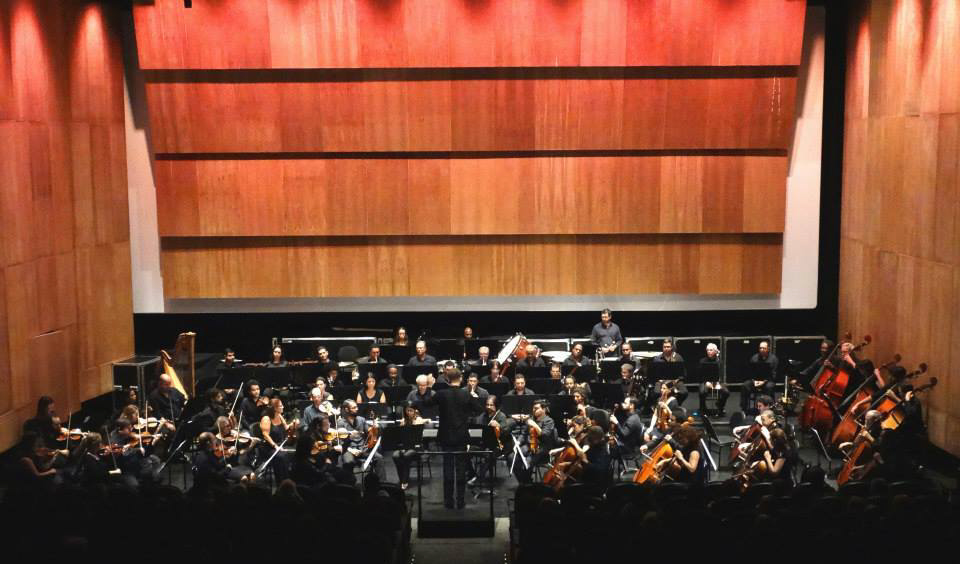
OSN em apresentação no Centro de Artes UFF

Com a volta ao Centro de Artes UFF em 2014, a orquestra retoma o seu tradicional local de ensaios e apresentações, agora totalmente reformado, além disso, com o tombamento e a compra do antigo Cinema Icaraí pela UFF em 2011, a ideia, já lançada em edital, é que este seja transformado em sala de concertos e centro cultural, podendo ser uma nova sede da orquestra. Também em 2014 a OSN voltou a se apresentar em outro palco recém reformado, a Sala Cecília Meireles, além do Theatro Municipal do Rio de Janeiro , concertos também são transmitidos pela TV Brasil.

## Acervo de partituras
Após mais de cinquenta anos de atividade, a Orquestra Sinfônica Nacional acumula um expressivo acervo de partituras, principalmente obras de autores brasileiros. Reconhecido por especialistas como um dos principais arquivos de música sinfônica brasileira, é hoje referência para muitos outros grupos sinfônicos que recorrem ao arquivo da OSN, para solicitar empréstimos de partituras.

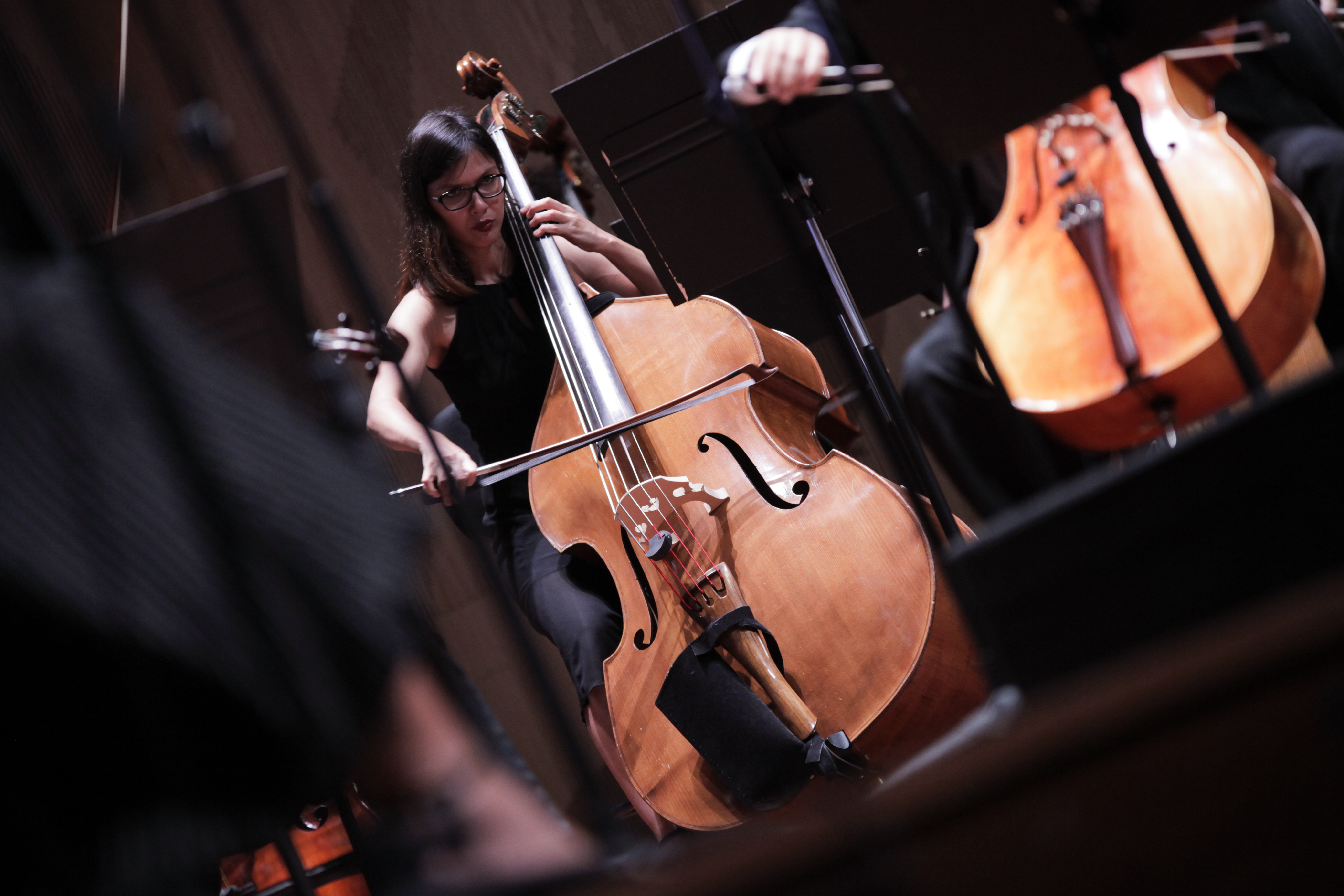
Apresentação na Bienal de música contemporânea.

## Discografia
A discografia da Orquestra Sinfônica Nacional dá acesso ao trabalho de composição e orquestração dos mais importantes compositores brasileiros. São milhares de fitas com registros de obras dos nossos mais antigos autores, como o padre José Maurício, até os na época, contemporâneos, como o aclamado Guerra-Peixe, e quase desconhecidos como Breno Blauth. Tais gravações, constituem uma amostragem ímpar da nossa música de concerto, pois, além de envolver a nata dos músicos da época, eram dirigidas por maestros do porte de Francisco Mignone, Eleazar de Carvalho e Alceu Bocchino. Após a incorporação à UFF, o trabalho de preservação da música brasileira, permaneceu. Em 2016 a orquestra lançou o CD 'OSN UFF interpreta Compositores de hoje' e em 2017 o CD em parceria com Elomar, "O Menestrel e o Sertãomundo, Elomar e Orquestra Sinfônica Nacional UFF"
Discos:
- Hekel Tavares - Dois Concertos em formas brasileiras - Oscar Borgerth, Violino, Souza Lima, Piano, Orquestra Sinfônica Nacional, Hekel Tavares, regência (1962)

- Carlos Gomes, Seleção das óperas 'Fosca' e 'O Escravo', Orquestra Sinfônica Nacional - Regente: Nino Stinco (1962)
- Música Na Corte Brasileira Vol. 1 - Rio de Janeiro, O vice-reinado (1965)
- Música Na Corte Brasileira Vol. 2 - Na Corte de D. João VI (1965)
- Música Na Corte Brasileira Vol. 3 - Na Corte de D. Pedro I (1965

- Música Na Corte Brasileira Vol. 4 - Na corte de D. Pedro II - LP - EMI (1965)
- Música Na Corte Brasileira Vol. 5 - A Ópera no Antigo Teatro Imperial (1965)

- Camargo Guarnieri - Repertório Rádio MEC - Homenagem a Villa-Lobos - Orquestra Sinfônica Nacional, Regente: Camargo Guarnieri

- Claudio Santoro - Um Concerto, três Sonatas, uma Sonatina, um Canto, um Vocalise e uma Música para Orquestra de Cordas, Orquestra Sinfônica Nacional
- Guerra-Peixe: Concertino, duas suítes, quatro Canções, Ponteado e Roda de amigos - Repertório Rádio MEC  Vol. 14

- Edino Krieger - Canticum Naturale, Orquestra Sinfônica Nacional

- Francisco Mignone - Um Concerto e Dezenove Canções - Orquestra Sinfônica Nacional, Regência: Alceo Bocchino, Piano: Maria Josephina Mignone

- Radamés Gnattali - Três Concertos e uma Brasiliana, Radamés Gnattali: piano. Iberê Gomes Grosso: Violoncelo, Chiquinho do Acordeon: Acordeão, Regencia: Alceo Bocchino.

- Mário Tavares - Quatro Composições - Orquestra Sinfônica Nacional e Coro da Rádio MEC. Regente: Alceo Bocchino, Gravado no Theatro Municipal do Rio de Janeiro

- Luiz Cosme - Salamanca do Jarau (lenda-bailado) -  Orquestra Sinfônica Nacional da Rádio MEC, Mario Tavares, regente

- José Siqueira - Concertino para Viola e Toada - Viola: Frederick Stephany - Orquestra Sinfônica Nacional, José Siqueira, regente

- Lindembergue Cardoso - Memória, Vol.3: Orquestra e Coro - (Faixa 8) - Pleorama (1971), Orquestra Sinfônica Nacional, Alceu Bocchino, regente
- Hinos do Brasil - Orquestra Sinfônica Nacional e Coro da rádio MEC (Deutsche Grammophon) - Regência: Mário Tavares (1974)

- César Guerra-Peixe - Documentos da Música Brasileira – Vol. 1 – Compositores dirigem suas obras – Guerra Peixe – A Retirada da Laguna (1979)

- Camargo Guarnieri - Documentos da Música Brasileira – Vol. 2 – Compositores dirigem suas obras – Camargo Guarnieri. Laís de Souza Brasil: Piano (1979)

- Francisco Mignone - Documentos da Música Brasileira – Vol. 3 – Compositores dirigem suas obras – Francisco Mignone. Noel Devos: Fagote. Maria Josephina Mignone : Piano (1979)

- Orquestra Sinfônica Nacional da Universidade Federal Fluminense - (Carlos Gomes, Alberto Nepomuceno, Villa-Lobos, Mignone, Siqueira e Guarnieri) - LP (1988)

- Heitor Villa-Lobos - Orquestra Sinfônica Nacional da Universidade Federal Fluminense - (Bachianas Brasileiras N°7, Uirapuru, Gênesis) - CD (1998)

- Orquestra Sinfônica Nacional interpreta Mignone e Gnattali - Selo Rádio MEC (2006)

- Aurora luminosa: Música brasileira no alvorecer do século XX - Orquestra Sinfônica Nacional da Universidade Federal Fluminense - Música Brasileira no Tempo Vol. 1 - CD/DVD (2006)

- Alma Brasileira - Orquestra Sinfônica Nacional da Universidade Federal Fluminense - Música Brasileira no Tempo Vol. 2 (Francisco Mignone, Glauco Velásquez, Oscar Lorenzo Fernândez, Luciano Gallett, Francisco Braga, Heitor Villa-Lobos) - CD/DVD (2006)

- Música Viva - Orquestra Sinfônica Nacional da Universidade Federal Fluminense (César Guerra-Peixe, Claudio Santoro, Camargo Guarnieri, Eunice Katunda, Hans-Joachim Koellreutter) CD/DVD (2008)

- Música Nova - Orquestra Sinfônica Nacional da Universidade Federal Fluminense (Willy Corrêa de Oliveira, Rogério Duprat, Gilberto Mendes, Luiz Carlos Vinholes) CD/DVD (2008)

- Família Real - Orquestra Sinfônica Nacional da Universidade Federal Fluminense (José Mauricio Nunes Garcia, Marcos Portugal, Sigismund Neukomm) CD/DVD (2008)

- OSN UFF interpreta Compositores de hoje - Orquestra Sinfônica Nacional da Universidade Federal Fluminense (Marisa Rezende, Rami Levin, Pauxy Gentil-Nunes, Alexandre Shubert e Sergio Roberto de Oliveira). (2016)

- O Menestrel e o SertãoMundo - Elomar e Orquestra Sinfônica Nacional UFF. (2017)
- OSN UFF interpreta Edino Krieger - Comemoração aos 90 anos do compositor (2018)